# Ibirarema (kommun)
Ibirarema är en kommun i Brasilien.   Den ligger i delstaten São Paulo, i den södra delen av landet, 800 km söder om huvudstaden Brasília. Antalet invånare är 6 725.
Följande samhällen finns i Ibirarema:
- Ibirarema

Trakten runt Ibirarema består till största delen av jordbruksmark. Runt Ibirarema är det ganska glesbefolkat, med 24 invånare per kvadratkilometer.